# Крапивка (Лукояновський район)
Крапивка (рос. Крапивка) — присілок в Лукояновському районі Нижньогородської області Російської Федерації.
Населення становить 76 осіб. Входить до складу муніципального утворення Большеарська сільрада.

## Історія
Від 2009 року входить до складу муніципального утворення Большеарська сільрада.

## Населення
| 2002 | 2010 |
| ---- | ---- |
| 117  | ↘76  |